# Kill The Young
Kill The Young fue un grupo inglés de indie rock originaria de Congleton, ciudad del Noroeste de Inglaterra . Está formado por 3 hermanos, Tom (voz y guitarra), Dylan (bajo) y Oliver Gorman(batería, voz, teclado). El nombre de la banda marca un mensaje sobre la presión de la sociedad de consumo sobre los jóvenes.
Su sonido nace de influencias de bandas americanas como Smashing Pumpkins, R.E.M y Pearl Jam, así como iconos de la escena post-punk como Radiohead y PJ Harvey.

## Historia
Desde el lanzamiento de su álbum debut a finales de 2005, Kill The Young ha vendido más de 25.000 copias en Francia, 50.000 en toda Europa y completó una gira de 140 fechas.
Su experiencia en vivo junto a artistas como Placebo, Depeche Mode, Kaiser Chiefs, Franz Ferdinand y festivales como Transmusicales de Rennes Solidays, Death In The Park en Inglaterra, el Festival Paleo de Suiza, Botanics en Bélgica, o Music In My Head, en Holanda, le dio al grupo una sólida reputación y la etapa de dimensión internacional. Posteriormente, el grupo empieza a girar a grupos como The Elderberries.
La banda lanzó su segundo álbum de estudio el 24 de septiembre de 2007, llamado Proud Sponsors of Boredom y fue producido por Dimitri Tikovoi (Placebo, Goldfrapp, John Cale, Alpinestars, Marc Almond), fue mezclado por Jacquire King a quien se debe el último álbum de Kings of Leon (N º 1 en ventas en Inglaterra). Todas las gráficas de los álbumes fueron producidas por Studio Juno en Inglaterra, responsable de álbumes de Arctic Monkeys, The Dead 60s, y The Coral.
El primer sencillo de We Are The Birds And The Bees And We Are the Telephone Trees fue lanzado en Inglaterra, el 13 de agosto del 2007 con remixes de South Central (Boy Kill Boy, Twisted Charm, Sunshine Underground, Shitdisco, Metronomy) y Sex Schon (d'Inflagranti, Bermuda Triangle, Play Paul, The Replicants, Think Twice) bajo el sello discográfico vanguardista Art Goes Pop.
Kill The Young comenzó una extensa gira en el otoño de 2007 después de un concierto de 18 de septiembre en La Cigale con invitado especial The Bishops y otros invitados sorpresa.

## Discografía

### Álbumes de estudio
- Kill The Young
- Proud Sponsors Of Boredom
- Thicker Than Water

### Sencillos
- Origin of Illness
- Addiction